# Fleming-Neon
Fleming-Neon är en ort i Letcher County, Kentucky, USA. År 2000 hade orten 840 invånare. Den har enligt United States Census Bureau en area på 4,3 km², allt är land.